# IQOS
IQOS是由菲利普莫里斯國際（PMI）推出的加熱菸草產品，2014年11月首次在日本和義大利上市，該裝置加熱而不燃燒菸草。截至2023年底，无燃烧烟雾产品的销售额占 PMI 总营收近40%，在美国以外的市场，IQOS的营收也已超越万宝路。
世界衛生組織指出，目前沒有足夠證據證實加熱菸草產品相較燃燒式菸草產品危害較小，最近一份文獻回顧也得出相似結論，歐洲呼吸學會則表示，加熱菸草產品具成癮性且可致癌。

## 歷史
PMI於1990年代推出了「Accord」和「Heatbar」兩款加熱裝置，但旋即退出市場。
PMI在2014年於日本和義大利推出IQOS，並從2016年開始推廣「無燃燒煙霧未來」的理念，表示將把重心轉移至發展傳統燃燒式紙菸替代品。2021年，ILUMA，一款新型 IQOS 感應式加熱裝置於日本上市。截至2020年， IQOS產品已佔全球菸品市場5.5%， 同年，也確定現有證據不支持風險改良許可令的取得。力求商業轉型的PMI於2021年8月開始發行永續發展債券來籌募資金，因而引起不少人擔憂菸商以此做為漂綠的手段。

## 構造

### 組成
基本的IQOS加熱非燃燒裝置是由充電器和筆型加熱器組成，使用時將裝有浸泡在丙二醇中的加工菸草的一次性使用菸草棒 （「HeatStick」或「Heets」）置入加熱器，接著按下加熱器上的按鈕開始加熱，溫度將逐漸上升至350°C，加熱完成後便可開始使用菸草棒。ILUMA為更新的加熱裝置，使用感應式加熱技术來加熱菸草棒。

### 廢棄物
PMI认为，IQOS所產生的廢棄物和碳排放比傳統燃燒式紙菸來得少，並將它視為永續倡議行動的一環，除此之外，PMI亦借「IQOS 裝置可送到製造中心回收」來宣傳自己致力於實踐循環經濟，對此，位於明尼蘇達州聖保羅的公共衛生法律中心提出異議，認為使用過的加热棒會製造類似傳統燃燒式紙菸菸蒂的廢棄物，同時，類菸品如電子煙，或者IQOS等加熱菸產品均會衍生電子廢棄物，因為這些小型裝置大多包含無法被回收處理的電池、有毒化學物質、金屬和塑料。

## 健康影響
早期許多IQOS的相關研究都是由菸草業者出資。2021年一份系統性文獻回顧指出，IQOS 使用者的風險指標的確較傳統燃燒式紙菸使用者來的低，其也指出使用IQOS會影響線粒體功能，進而可能引發呼吸道疾病與肺癌的風險。研究结论表示，建議有必要針對加熱菸的使用頻率、及其對於健康的潛在負面影響進行更進一步的研究。
2022年考科藍（Cochrane）基於13項研究所做的文獻回顧結論為：
- 我們無法得知使用加熱菸草產品是否有助於停止使用燃燒式紙菸（尚無提供相關測量數據的研究）。
- 我們無法確定使用加熱菸草產品而出現不良反應的機率，是否不同於傳統燃燒式紙菸吸菸者（6項研究， 1,713名參與者）或非吸菸者（2項研究，237名參與者）。
- 在為期平均13週的研究時間內，嚴重不良反應在所有組別中都極為罕見，我們無法確定各組是否存在任何差異。
- 使用加熱菸草產品者的毒性物質接觸量也許低於使用傳統燃燒式紙菸的人（10項研究，1,959名參與者），但可能高於不使用任何菸草產品的人（5項研究，382名參與者）。[22]

## 市場行銷
截至2021年，IQOS裝置已在大約70個國家上市，其中，美國、加拿大、白俄羅斯、摩爾多瓦、 喬治亞、以色列、瑞典、南韓和葡萄牙均選擇採取特定方法來監督加熱菸草或IQOS的販售，例如：在加拿大和以色列，IQOS 裝置的包裝上充滿警語資訊；而在美國，FDA虽然授权PMI在美國銷售IQOS產品且可以以“減少有害化學物質的接觸”的声明进行营销，但FDA特别不允许PMI表示从传统香烟转向IQOS能降低使用者疾病風險。世界衛生組織批评允许PMI进行“降低接触”的营销將有可能誤導消費者。

### 直效行銷
由於PMI將IQOS視為一種電子裝置，而非菸草產品，此舉常被指控是為了規避禁止推廣菸草的相關法律，對此，加拿大修改了菸草法，明確將加熱菸裝置納入受監管的菸草產品清單。
PMI也曾被控利用未受管制或非法的手法行銷，以2018年的一份報告為例：「IQOS 旗艦店舉辦派對、餐會、見面會，並在活動上以憑藉紙菸或打火機便能交換 IQOS產品的方式，積極進行市場推廣。」。路透社表示，「這種行銷策略仿效了20世紀中期菸草公司透過紙菸聯繫好萊塢和上流社會的作法。」。此外，亦有報導指出，PMI曾在法國的私人派對上向對 IQOS 產品感興趣的消費者進行宣傳並提供酒精飲料。
據報導 ，PMI多次規劃了直接提及IQOS的行銷活動，以該產品「無燃燒煙霧」以及它是相較於傳統燃燒式紙菸「風險較低」的替代品這兩點論述，鼓勵消費者戒掉傳統燃燒式紙菸或改用IQOS，導致批評質疑聲浪不斷。 此外，更有反對聲音認為PMI向美國FDA提交的申請，將有可能會讓消費者誤解「完全轉換」的意思、以及「降低風險」這個尚未獲得支持的的說法，然而，FDA的回應表示成年消費者能正確理解其授權IQOS可以減低有害物質接觸的聲明。

### 青少年導向
路透社於2019年報導PMI在數個國家找來社群媒體網紅作為品牌大使，並向年輕族群推廣IQOS ，PMI回應未來將停止與網紅的合作來進行宣傳或行銷，不過無菸兒童運動主席 Matthew Myers 認為 ， PMI「只有被當場抓到才會調整。」。
2020 年一份關於PMI在澳洲採取的IQOS經營策略指出，「PMI 強烈遊說澳洲政府合法化加熱菸草產品，並同步規劃在法案通過時在酒吧、夜總會等年輕人活動場所銷售 IQOS。」。

## 批評與爭議
2017年12月，路透社發表了前員工指控PMI為獲得美國FDA產品核准而進行的臨床試驗中存在不法行為的相關證詞和文件，這份調查提到，PMI 正積極進行遊說，試圖阻撓或削減世界衛生組織菸草控制框架公約（FCTC）下制定的條款，此舉與公司聲稱支持無燃燒煙霧的未來的理念背道而馳。
2020年的文獻回顾建議，應針對IQOS對於吸菸者健康的影響進行更進一步的研究，因為現有科學文獻有關該主題的探討非常有限。部份第三方毒性研究的結果也與PMI的結果互相牴觸。
2018年10月，比利時癌症基金會根據先前就IOQS發表的獨立研究提出了建議，該基金會表示「 不應把IQOS當成戒菸的解決方案 」，同时進一步指出「如果菸草巨擘是為了補足傳統式燃燒紙菸銷售額減少的缺口，才投入這個創新市場，那麼它只是替自己找了個留住既有成癮消費者以確保能持續獲利的解套方案。」。
2020年7月，WHO 世界衛生組織針對加熱菸草產品（HTP）及美國FDA有關IQOS的決定發表了聲明，重申加熱菸草產品（HTP）雖能減少有害化學物質接觸，但並不會因此使它們變得毫無健康危害，也不能解讀為能降低對人體健康的風險。事實上，有些有害物質在加熱菸草產品（HTP）氣霧中的含量反而高於傳統燃燒式紙菸的煙霧，而且，加熱菸草產品（HTP）氣霧中也存在著一些傳統燃燒式紙菸菸霧中不存在的毒素。有鑑於接觸於這些物質下對人體健康的影響尚不可知，宣稱相較於傳統燃燒式紙菸，加熱菸草產品（HTP）能減少人體接觸有害化學物質的說法可能具有誤導性。
巴斯大學的TobaccoTactics 網站寫道：「很少證據顯示IQOS能作為有效戒除傳統燃燒式紙菸的工具。」。荷蘭國家公共衛生與環境研究所則表示：「IQOS會對人體產生危害，但可能相較於傳統燃燒式紙菸少。」。
針對R.J.Reynolds所提出的專利侵權訴訟案，美國國際貿易委員會認定IQOS侵犯了原告的兩項專利，因此在 2021 年 9 月裁定 PM USA 及其商業夥伴 Altria 禁止將 IQOS 裝置進口到美國甚或是進行銷售。對此，PM USA宣佈將對該貿易機構的決定提出上訴。2024年2月，PMI与英美烟草公司（BAT）达成无金钱赔偿的和解协议，结束了双方就加热烟草产品和电子烟产品展开的的专利侵权诉讼案。

## 外部連結
- 官方網站 （页面存档备份，存于）